# جوزف آر. بورتون
جوزف رالف بورتون (انگلیسی: Joseph Ralph Burton؛ زاده ۱۶ نوامبر ۱۸۵۲ - درگذشته ۲۷ فوریهٔ ۱۹۲۳) سناتور سابق عضو جمهوری‌خواه بود. وی در سال ۱۹۰۱ تا ۱۹۰۶ میلادی سناتور ایالت کانزاس در سنای ایالات متحده آمریکا بود.